# Silber Pro Cycling
Silber Pro Cycling war ein kanadisches Radsportteam mit Sitz in Montreal.

## Geschichte
Das Team wurde 2011 von Scott McFarlane, dem Besitzer der Trainingsakademie Toguri Training Services, unter dem Namen Rockland MD-Medique gegründet. 2011 hatte das Team nur sechs Fahrer.  2012 wurden Budget, Zeitplan, Ziele und Kader vergrößert. Sponsor und Namensgeber war Arthur Silber, der selbst bei Scott McFarlane trainiert hatte.
Ab 2014 hatte das Team den Status eines UCI Continental Team und trat unter dem neuen Namen Silber Pro Cycling auf. Die Mannschaft bestand aus zehn bis vierzehn Fahrern und nahm an den UCI Continental Circuits, insbesondere der UCI America Tour teil. Das Management hatte dabei die Absicht verfolgt, das Team zu Kanadas inoffiziellem Developmentteam auszubauen und den besten Nachwuchstalenten des Landes den Weg zum Profi-Radsportler zu bereiten, was mit Fahrern wie Benjamin Perry, Matteo Dal-Cin und Nickolas Zukowsky auch gelang.
2018 zog sich Silber als Sponsor zurück. Da kein neuer Hauptsponsor gefunden wurde, wurde das Team zum Ende der Saison 2018 aufgelöst. Ein Teil des Teams ging im neu gegründeten Team Floyd’s Pro Cycling auf.

## Erfolge
2014
– keine – 
2015
| Datum    | Rennen                                        | Kat. | Fahrer         |
| -------- | --------------------------------------------- | ---- | -------------- |
| 14. Juni | fünfte Etappe Tour de Beauce                  | 2.2  | Benjamin Perry |
| 31. Mai  | Gesamtwertung Grand Prix Cycliste de Saguenay | 2.2  | Matteo Dal-Cin |
| 28. Mai  | erste Etappe Grand Prix Cycliste de Saguenay  | 2.2  | Matteo Dal-Cin |

2016
| Datum     | Rennen                                        | Kat. | Fahrer         |
| --------- | --------------------------------------------- | ---- | -------------- |
| 1. August | erste Etappe Tour of Utah                     | 2.HC | Kris Dahl      |
| 28. Juni  | NM Kanada – Einzelzeitfahren                  | NM   | Ryan Roth      |
| 10. Juli  | White Spot Delta Road Race                    | 1.2  | Ryan Roth      |
| 12. Juni  | Gesamtwertung Grand Prix Cycliste de Saguenay | 2.2  | Ryan Roth      |
| 9. Juni   | erste Etappe Grand Prix Cycliste de Saguenay  | 2.2  | Benjamin Perry |
| 30. Mai   | Winston-Salem Cycling Classic                 | 1.1  | Ryan Roth      |

2017
| Datum    | Rennen                                        | Kat. | Fahrer          |
| -------- | --------------------------------------------- | ---- | --------------- |
| 16. Juni | dritte Etappe Tour de Beauce (3a)             | 2.2  | Alexander Cowan |
| 14. Juni | erste Etappe Tour de Beauce                   | 2.2  | Émile Jean      |
| 9. Juni  | zweite Etappe Grand Prix Cycliste de Saguenay | 2.2  | Émile Jean      |

2018
| Datum     | Rennen                              | Kat. | Fahrer          |
| --------- | ----------------------------------- | ---- | --------------- |
| 17. Juni  | fünfte Etappe Tour de Beauce        | 2.2  | Pier-André Coté |
| 13. Juni  | erste Etappe Tour de Beauce         | 2.2  | Pier-André Coté |
| 13. April | zweite Etappe Joe Martin Stage Race | 2.2  | Alexander Cowan |

## Platzierungen in UCI-Ranglisten
UCI America Tour
| Saison | Mannschaftswertung | Fahrerwertung           |
| ------ | ------------------ | ----------------------- |
| 2014   | 17.                | Ryan Roth (32.)         |
| 2015   | 9.                 | Ryan Roth (23.)         |
| 2016   | 2.                 | Ryan Roth (14.)         |
| 2017   | 9.                 | Ryan Roth (31.)         |
| 2018   | 16.                | Nickolas Zukowsky (65.) |